# Церковь Святой Агнессы (Берлин)
Церковь Святой Агнессы (нем. Kirche Sankt Agnes) — бывшая католическая церковь в районе Кройцберг, относящемся в берлинскому округу Фридрихсхайн-Кройцберг; сегодня перестроенное здание церкви, возведённое в 1967 году по проекту Вернера Дюттмана, используется как художественная галерея, в то время как бывший общественный центр имеет с 2013 года других арендаторов.

## История и описание
Церковь Святой Агнессы Римской была построена в берлинском районе Кройцберг в период с 1965 по 1967 год: проект храма был представлен архитектором Вернером Дюттманном (нем. Werner Düttmann). Комплекс зданий церкви имеет прямоугольную форму и включает в себя саму церковь с ризницей, а также — дом пастора и общественный центр. Колокольня, прилегающая к зданию, со стороны улицы выглядит как отдельно стоящая: бетонная башня имеет квадратное основание. Пространство церкви имеет простую кубическую форму и освещается как через два боковых оконных проема, так и через окна в крыше. Высокие оштукатуренные стены были построены с использованием переработанных кирпичей. После того как католическая община перестала проводить службы в храме, его орган и часть утвари (включая алтарь) были переданы церкви Святого Бонифация, располагающейся в том же районе.
Первоначально церковь Святой Агнессы принадлежала местной католической общине — однако в сентябре 2004 года (по финансовым причинам, связанным с сокращением количества прихожан) здание было сдано в аренду. Поскольку у общины отсутствовала возможность содержать или реконструировать здание, берлинские строительные эксперты пришли к выводу, что ансамбль церковных зданий находится в опасности: в 2005 году Берлинский совет по архитектурным памятникам включил церковь Святой Агнесы (вместе с восемью другими церквями) в список предлагаемых новых объектов для защиты.
До 2011 года создавались различные концепции для дальнейшего использования здания, однако ни одна из них не было реализована до того как галерист Иоганн Кёниг, несколько лет до этого руководившей художественной галереей в центре Берлина, узнал о пустующем помещении от архитектора Арно Брандлхубера (нем. Arno Brandlhuber): год спустя Кёниг арендовал здание церкви на срок в 99 лет. В итоге, с мая 2015 года церковное здание площадью в 800 квадратных метров служит выставочным залом, а бывший приход церкви Святой Агнессы объединился с приходами церкви Святого Бонифация и базилики Святого Иоанна — образовав новую общину Бонифация в 9500 человек.